# Porcellio spinipes
Porcellio spinipes ist eine wenig erforschte Art der Landasseln aus der Familie der Porcellionidae. Die Art lebt endemisch auf Fuerteventura.

## Merkmale
Porcellio spinipes erreicht eine Körperlänge von bis zu 20 mm, die Färbung ist sehr variabel mit (dunkel)grauer Grundfarbe und gelben Mustern. Die Hinterecken des 1. Segments (Pereiomers) sind rundlich. Die abgeflachten Außen-Äste (Exopodite) der Uropoden ragen deutlich hinter dem Hinterleib hervor.

## Verbreitung
Porcellio spinipes ist ein Endemit der Kanarischen Insel Fuerteventura. Hier bewohnt sie trockene Lebensräume.

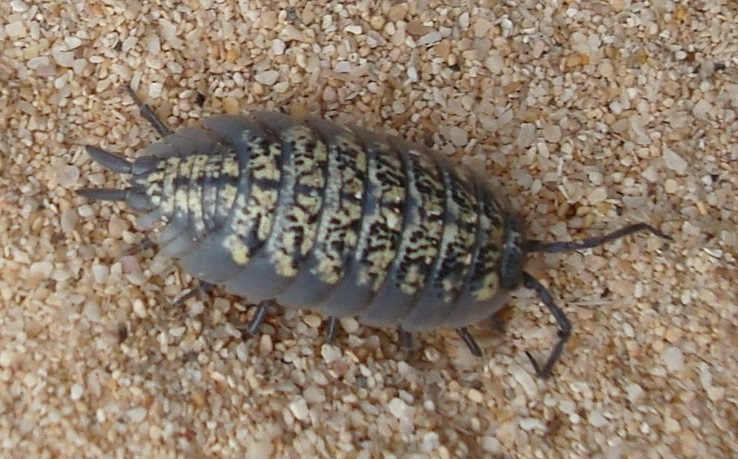
Porcellio spinipes (auf Fuerteventura) (Ansicht von schräg oben)
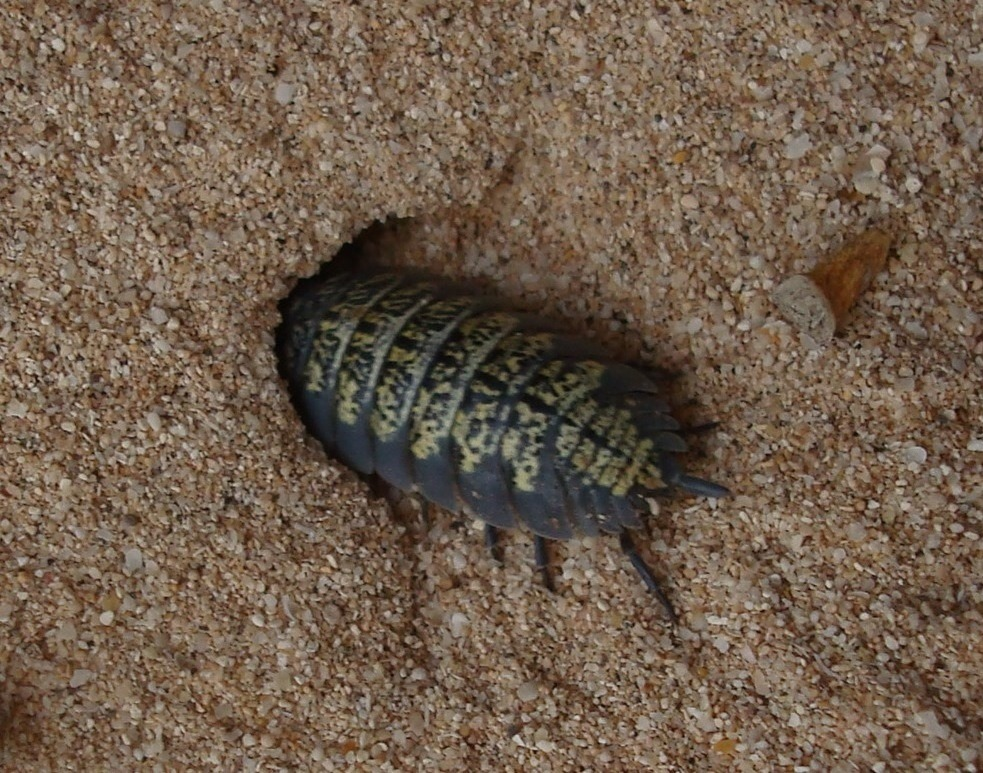
Grabendes Exemplar von Porcellio spinipes
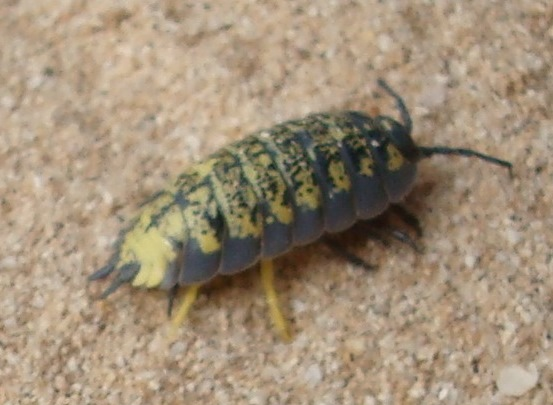
Exemplar mit auffälliger Beinfärbung
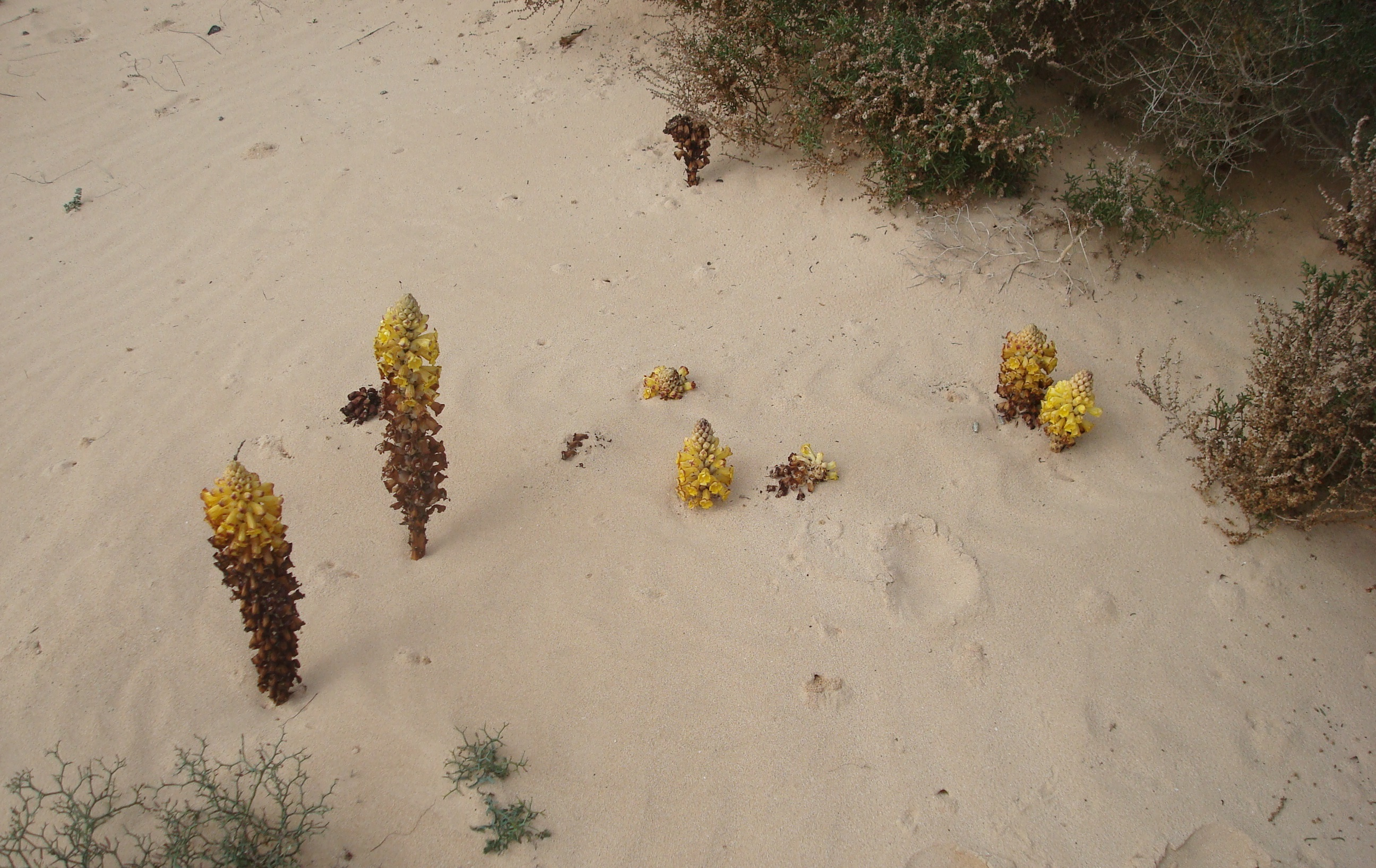
Habitat von Porcellio spinipes (mit kleinen Höhlenöffnungen im vorderen Bereich) (die gelben Pflanzen sind Cistanche phelypaea)